# 反切

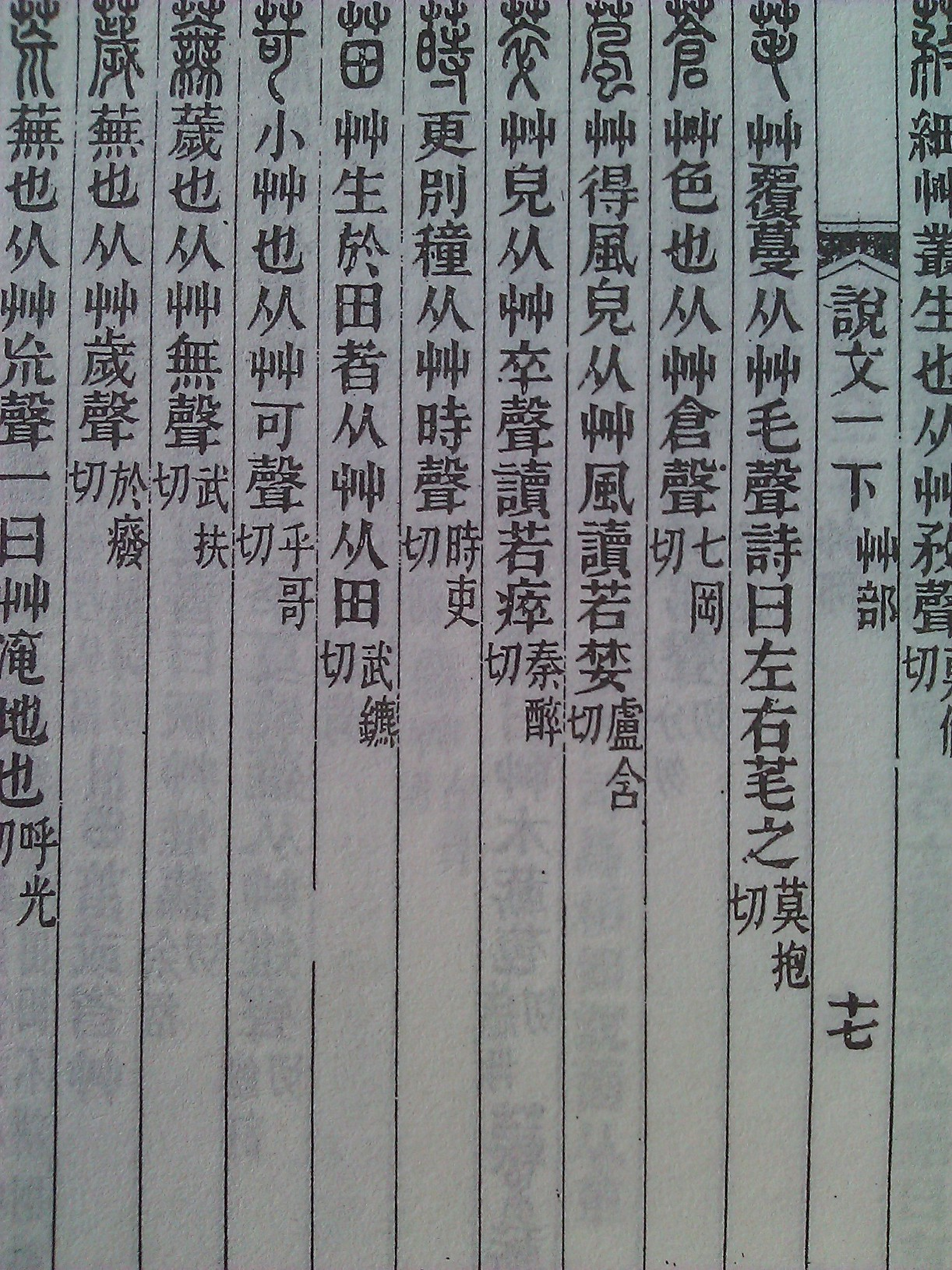
『説文解字』艸部、大徐本系の一篆一行本。下についている反切は唐韻による

反切（はんせつ）は、漢字の発音を示す伝統的な方法のひとつ。2つの漢字を用い、一方の声母と、他方の韻母および声調を組み合わせて、その漢字の音を表す。

## 概要
反切は『切韻』などの古い韻書・字書・音義等で伝統的に使われてきた発音表記法である。『切韻』の例でいうと、
唐、徒郎反。
とあるとき、「徒郎反」が反切である。最初の「徒」を反切上字または父字、次の「郎」を反切下字または母字と呼ぶ。目的の字「唐」を反切帰字あるいは単に帰字または被切字と呼ぶ。
反切の三番目の字は古いものは「反」であるが、唐代後半以降は「切」と書く。これは「反」が謀反に通じるのを避けたためという。まれに「翻」などを使う文献もある。
反切から実際の音を求めるには、反切上字の頭子音（声母）を、反切下字の頭子音以外（韻母）と組み合わせる。上の例では、
1. 「徒」の『切韻』時代の音は /do/ （平声）なので、頭子音は /d-/[3]
2. 「郎」の『切韻』時代の音は /lɑŋ/ （平声）なので、頭子音を除くと /-ɑŋ/ （平声）
3. したがって、両者を組み合わせた /dɑŋ/ （平声）が「唐」の発音になる。

## 実例
- 「陳、直珍切」 - 陳は直と珍の切（直の声母と珍の韻母を組合わせて陳の音を表す）
- 「永、于憬切」 - 永は于と憬の切（于の声母と憬の韻母を組合わせて永の音を表す）
- 「米、莫礼切」 - 米は莫と礼の切（莫の声母と礼の韻母を組合わせて米の音を表す）

## 反切の問題点
正確な発音を反切で示すことができないこともある。たとえばある韻に字がひとつしかない場合は反切を作ることができない。『切韻』では「拯」韻が1字しかないために反切をつけられず「無反語」と記されている。
反切から正しい発音を得るには熟練が必要である。現代中国語では同音の字が多いので、単に同音の漢字で音を示したほうが簡単なことが多い。
古い時代の書籍の反切を使って音を得る場合には、反切がつけられた時代の音韻体系を知っている必要がある。たとえば『切韻』で「視」は「承旨反」であるが、現代語では 「承」= chéng、「旨」 = zhǐ なので、現代音を使って反切を得ようとすると chǐ になってしまい、正しい shì を得ることができない。
反切下字が唇音で始まるときに介母 /u/ があるかどうかについて曖昧さが発生する。例えば『切韻』陌韻で「格、古陌反」「虢、古伯反」とあり、反切下字のみが異なる。反切下字それぞれの音を調べると「陌」は「莫白反」であり、「伯」は「博白反」であるから、両者は反切下字として同音であるとわかる。しかし実際には「格」は /kak/、「虢」は /kuak/ で音が異なる。これは「白（陌・伯）」が反切下字として /-ak/ と /-uak/ の両方を意味し得るためである。

## 歴史
漢字の読みについての学問は、とくに後漢以降に盛んになった。1世紀の『説文解字』などでは、読若という類似の音の字を使って音を示す方法や、直音という同音の別の字を使って音を示す方法が使われていたが、前者は正確な音を示すことができないという欠点があり、後者はいつでも同音で平易な字が存在するわけではない、という問題があった。
後漢末から三国時代にかけて、「急気言」などの語を用いて発音を分析的に説明する方法が考案されたが、短期間のみしか用いられずに廃れた。もうひとつの方法がこの反切で、直音よりも複雑になるが、多くの場合は常用の字を用いて正確に音を示すことができるため、その後の主要な表音手段となった。
伝統的には、反切を使って音を記した最初の本は後漢末の孫炎『爾雅音義』とされている。また『漢書』の服虔・応劭注でも反切が用いられている。
反切の起源は明確にはわからない。仏教の伝来にともなってインドの表音文字が伝わり、その影響で中国語の音声を分析できるようになったためとする説もある。
南北朝時代には大いに音韻の学問が発達したが、現存する著作は少ない。現在反切を知ることのできる唐以前の代表的な著作としては、『玉篇』・『経典釈文』・『切韻』などがある。
反切は発明以来大きな変化がなかったが、文献によってはより使いやすくするための用字上の工夫が見られる。たとえば慧琳『一切経音義』では反切上字が声母だけでなく、韻母の一部（主母音や韻尾）を反切下字と共有していることが多い。清代の18世紀に編纂された『音韻闡微』では大いに用字を変え、反切上字には韻尾ゼロの字・反切下字には声母ゼロの字をなるべく使うようにするなどして、自然に発音するだけで正しい音を得やすいようにしている。『音韻闡微』の反切は20世紀の『辞源』の初版でも使われている。
現代中国では拼音などの方法で直接発音を示すことができるため、迂遠な方法である反切はほとんど用いられていない。直音による音注は現在も盛んに用いられる。

## 中国以外への影響
日本でも反切による音注は学ばれた。五十音図は反切を理解するために発達したともいう。また、江戸時代には反切を使って日本語の語源を解釈する説が盛んに行われた。例えば貝原益軒『日本釈名』では「ゆき（雪）」の語源を「やすくきゆる」とし、「やす」の反切で「ゆ」になったとした。
ハングルのもっとも基本的な初声字14と中声字10を組み合わせた140の音節表（日本語で言う五十音表）のことを「反切本文」または「反切表」、「カナダラ表」と呼ぶ。